# Athelia alnicola
Athelia alnicola ist eine Ständerpilzart aus der Familie der Gewebehautverwandten (Atheliaceae). Sie bildet resupinate, weiße und schimmelteppichartige Fruchtkörper auf Koniferen und Bedecktsamern aus. Die bekannte Verbreitung der Art umfasst mit dem nördlichen Europa und den USA ein holarktisches Areal.

## Merkmale

### Makroskopische Merkmale
Athelia alnicola bildet wie alle Arten der Gewebehäute (Athelia) dünne Fruchtkörper mit glattem Hymenium und unscheinbarem bis gespinstartigen Ränder aus. Sie sind jung weiß, später cremefarben bis ockergelblich und lassen sich leicht vom Substrat ablösen.

### Mikroskopische Merkmale
Athelia alnicola besitzt eine für Gewebehäute typische monomitisch Hyphenstruktur, das heißt, sie besitzt lediglich generative Hyphen, die dem Wachstum des Fruchtkörpers dienen. Die Hyphen sind hyalin und dünn- bis leicht dickwandig. Die Subicularhyphen besitzen vereinzelt Schnallen, die Subhymenialhyphen sind einfach septiert, beide sind 5–7 µm breit. Die Art verfügt nicht über Zystiden. Ihre Basidien sind breit zylindrisch bis keulenförmig, 15–25 × 5–8 µm groß und zylindrisch geformt. An der Basis sind sie einfach septiert, sie besitzen vier Sterigmata. Die Sporen des Pilzes sind breit ellipsoid geformt, 6,5–8,5 × 5–8 µm groß, glatt und dünnwandig sowie hyalin. Sie besitzen einen deutlichen Fortsatz und sind häufig zu viert miteinander verklebt.

## Verbreitung
Die bekannte Verbreitung von Athelia alnicola umfasst mit den USA, Deutschland, Tschechien und Schweden ein versprengtes Areal in der Holarktis.

## Ökologie
Athelia alnicola ist ein Saprobiont, der Koniferen und Bedecktsamer befällt. Bekannte Wirtsarten sind unter anderem Weymouth-Kiefer (Pinus strobus) und Grau-Erle (Alnus incana).